# 神事直人
神事 直人（じんじ なおと）は、日本の経済学者。専門は国際経済学、特に国際貿易論。学位は、経済学博士（ブリティッシュ・コロンビア大学）。京都大学大学院経済学研究科教授、日本国際経済学会会長。小島清賞研究奨励賞受賞。

## 経歴
1987年長野県松本深志高等学校卒業。1991年東北大学文学部社会学科行動科学専攻卒業。1992年ロンドン大学ロンドン・スクール・オブ・エコノミクス大学院経済学研究科ディプロマコース修了。1994年東北大学大学院文学研究科修士課程社会学専攻修了、修士（文学）。同年国際開発センター企画研究部研究助手。1995年国際開発センター企画研究部研究員。2001年ブリティッシュ・コロンビア大学大学院修了、Ph.D. in Economics。2002年一橋大学大学院経済学研究科専任講師。2005年岡山大学経済学部助教授。2006年経済産業研究所ファカルティフェロー。2007年岡山大学経済学部准教授。2009年京都大学大学院経済学研究科准教授。2014年京都大学大学院経済学研究科教授。2019年The Developing Economies編集委員。同年小島清賞研究奨励賞受賞。2024年から日本国際経済学会会長。

## 書籍
- 清田耕造・神事直人（2023）『実証から学ぶ国際経済』有斐閣。ISBN 978-4641165175。[4]
- Jinji, Naoto; Zhang, Xingyuan; Haruna, Shoji (2022). Deep Integration, Global Firms, and Technology Spillovers. Singapore: Springer. ISBN 978-981-16-5209-7. doi:10.1007/978-981-16-5210-3.[5]